# Матіас Весіно
Маті́ас Весі́но Фале́ро (ісп. Matías Vecino Falero; нар. 24 серпня 1991, Канелонес) — уругвайський футболіст, півзахисник італійського «Лаціо» і національної збірної Уругваю.

## Клубна кар'єра
Народився 24 серпня 1991 року в місті Канелонес. Вихованець футбольної школи клубу «Сентраль Еспаньйол». Професійну футбольну кар'єру розпочав 2010 року в основній команді того ж клубу, в якій провів один сезон, взявши участь у 32 матчах чемпіонату.
2011 року приєднався до клубу «Насьйональ». Відіграв за команду з Монтевідео наступні два сезони своєї ігрової кар'єри.
2013 року уклав контракт з клубом «Фіорентина», у складі якого не зміг пробитися до основного складу. Тому протягом 2014 і першої половини 2015 року виступав на умовах оренди за інші команди Серії A «Кальярі» та «Емполі».
Повернувся до «Фіорентини» влітку 2015 року, ставши цього разу основним гравцем у середній лінії «фіалок». Протягом двох сезонів взяв участь у 78 іграх, включаючи 61 матч чемпіонату Італії.
Влітку 2017 року став гравцем міланського «Інтернаціонале», який сплатив за трансфер уругвайця 24 мільйони євро і уклав з ним чотирирічний контракт. Придбання було «під основу», і в своєму дебютному сезоні в «Інтері» Весіно провів 29 з 38 матчів у Серії A. Загалом відіграв у Мілані п'ять сезонів, останні з яких вже у статусі гравця ротації.
1 серпня 2022 року на правах вільного агента уклав трирічну угоду з римським «Лаціо».

## Виступи за збірні
Протягом 2010—2011 років залучався до складу молодіжної збірної Уругваю. На молодіжному рівні зіграв у 14 офіційних матчах, забив 4 голи.
2016 року дебютував в офіційних матчах у складі національної збірної Уругваю.
У складі збірної був учасником розіграшу Кубка Америки 2016 року у США, де взяв участь у двох іграх групового етапу, у першому з яких, проти збірної Мексики, був вилучений наприкінці першого тайму гри.
2 червня 2018 року був включений до заявки збірної для участі у тогорічному чемпіонаті світу в Росії, де був основним гравцем команди, взявши участь у всіх її п'яти іграх на турнірі, який для уругвайців завершився поразкою у чвертьфіналі.
Згодом був основним півзахисником національної команди і на Кубку Америки 2021 року.
| Дата       | Місто           | Господарі      | Результат               | Гості             | Турнір                          | Голи | Примітки |
| ---------- | --------------- | -------------- | ----------------------- | ----------------- | ------------------------------- | ---- | -------- |
| 25-3-2016  | Ресіфі          | Бразилія       | 2 – 2                   | Уругвай           | Відбір до ЧС 2018               | -    |          |
| 29-3-2016  | Монтевідео      | Уругвай        | 1 – 0                   | Перу              | Відбір до ЧС 2018               | -    | 46'      |
| 28-5-2016  | Монтевідео      | Уругвай        | 3 – 1                   | Тринідад і Тобаго | товариський матч                | 1    |          |
| 6-6-2016   | Фінікс          | Мексика        | 3 – 1                   | Уругвай           | Копа Америка 2016 - 1-й етап    | -    | 45'      |
| 14-6-2016  | Філадельфія     | Уругвай        | 3 – 0                   | Ямайка            | Копа Америка 2016 - 1-й етап    | -    | 66'      |
| 7-10-2016  | Монтевідео      | Уругвай        | 3 – 0                   | Венесуела         | Відбір до ЧС 2018               | -    | 67'      |
| 11-10-2016 | Барранкілья     | Колумбія       | 2 – 2                   | Уругвай           | Відбір до ЧС 2018               | -    | 77'      |
| 11-11-2016 | Монтевідео      | Уругвай        | 2 – 1                   | Еквадор           | Відбір до ЧС 2018               | -    |          |
| 15-11-2016 | Сантьяго        | Чилі           | 3 – 1                   | Уругвай           | Відбір до ЧС 2018               | -    |          |
| 23-3-2017  | Монтевідео      | Уругвай        | 1 – 4                   | Бразилія          | Відбір до ЧС 2018               | -    |          |
| 28-3-2017  | Ліма            | Перу           | 2 – 1                   | Уругвай           | Відбір до ЧС 2018               | -    |          |
| 4-6-2017   | Дублін          | Ірландія       | 3 – 1                   | Уругвай           | товариський матч                | -    |          |
| 7-6-2017   | Ніцца           | Італія         | 3 – 0                   | Уругвай           | товариський матч                | -    |          |
| 31-8-2017  | Монтевідео      | Уругвай        | 0 – 0                   | Аргентина         | Відбір до ЧС 2018               | -    |          |
| 5-9-2017   | Асунсьйон       | Парагвай       | 1 – 2                   | Уругвай           | Відбір до ЧС 2018               | -    |          |
| 5-10-2017  | Сан-Кристобаль  | Венесуела      | 0 – 0                   | Уругвай           | Відбір до ЧС 2018               | -    |          |
| 10-10-2017 | Монтевідео      | Уругвай        | 4 – 2                   | Болівія           | Відбір до ЧС 2018               | -    |          |
| 10-11-2017 | Варшава         | Польща         | 0 – 0                   | Уругвай           | товариський матч                | -    |          |
| 14-11-2017 | Відень          | Австрія        | 2 – 1                   | Уругвай           | товариський матч                | -    |          |
| 23-3-2018  | Наньнін         | Уругвай        | 2 – 0                   | Чехія             | товариський матч                | -    | 68'      |
| 26-3-2018  | Наньнін         | Уельс          | 0 – 1                   | Уругвай           | товариський матч                | -    |          |
| 8-6-2018   | Монтевідео      | Уругвай        | 3 – 0                   | Узбекистан        | товариський матч                | -    | 57' 59'  |
| 15-6-2018  | Єкатеринбург    | Єгипет         | 0 – 1                   | Уругвай           | ЧС 2018 - 1-й етап              | -    | 88'      |
| 20-6-2018  | Ростов-на-Дону  | Уругвай        | 1 – 0                   | Саудівська Аравія | ЧС 2018 - 1-й етап              | -    | 59'      |
| 25-6-2018  | Самара          | Уругвай        | 3 – 0                   | Росія             | ЧС 2018 - 1-й етап              | -    |          |
| 30-6-2018  | Сочі            | Уругвай        | 2 – 1                   | Португалія        | ЧС 2018 - 1/8 фіналу            | -    |          |
| 6-7-2018   | Нижній Новгород | Уругвай        | 0 – 2                   | Франція           | ЧС 2018 - чвертьфінал           | -    |          |
| 8-9-2018   | Х'юстон         | Мексика        | 1 – 4                   | Уругвай           | товариський матч                | -    |          |
| 12-10-2018 | Сеул            | Південна Корея | 2 – 1                   | Уругвай           | товариський матч                | 1    | 73'      |
| 16-11-2018 | Лондон          | Бразилія       | 1 – 0                   | Уругвай           | товариський матч                | -    | 41' 85'  |
| 20-11-2018 | Сен-Дені        | Франція        | 1 – 0                   | Уругвай           | товариський матч                | -    |          |
| 22-3-2019  | Наньнін         | Уругвай        | 3 – 0                   | Узбекистан        | товариський матч                | -    |          |
| 25-3-2019  | Наньнін         | Таїланд        | 0 – 4                   | Уругвай           | товариський матч                | 1    | 46'      |
| 7-6-2019   | Монтевідео      | Уругвай        | 3 – 0                   | Панама            | товариський матч                | -    | 7' 46'   |
| 16-6-2019  | Белу-Оризонті   | Уругвай        | 4 – 0                   | Еквадор           | Копа Америка 2019 - 1-й етап    | -    | 81'      |
| 7-9-2019   | Сан-Хосе        | Коста-Рика     | 1 – 2                   | Уругвай           | товариський матч                | -    |          |
| 10-9-2019  | Сент-Луїс       | США            | 1 – 1                   | Уругвай           | товариський матч                | -    |          |
| 12-10-2019 | Монтевідео      | Уругвай        | 1 – 0                   | Перу              | товариський матч                | -    | 67'      |
| 15-10-2019 | Ліма            | Перу           | 1 – 1                   | Уругвай           | товариський матч                | -    |          |
| 15-11-2019 | Будапешт        | Угорщина       | 1 – 2                   | Уругвай           | товариський матч                | -    | 53'      |
| 18-11-2019 | Тель-Авів       | Аргентина      | 2 – 2                   | Уругвай           | товариський матч                | -    | 43'      |
| 3-6-2021   | Монтевідео      | Уругвай        | 0 – 0                   | Парагвай          | Відбір до ЧС 2022               | -    | 26' 83'  |
| 8-6-2021   | Каракас         | Венесуела      | 0 – 0                   | Уругвай           | Відбір до ЧС 2022               | -    | 75'      |
| 18-6-2021  | Бразиліа        | Аргентина      | 1 – 0                   | Уругвай           | Копа Америка 2021 - 1-й етап    | -    | 64'      |
| 21-6-2021  | Куяба           | Уругвай        | 1 – 1                   | Чилі              | Копа Америка 2021 - 1-й етап    | -    | 81'      |
| 24-6-2021  | Куяба           | Болівія        | 0 – 2                   | Уругвай           | Копа Америка 2021 - 1-й етап    | -    |          |
| 28-6-2021  | Ріо-де-Жанейро  | Уругвай        | 1 – 0                   | Парагвай          | Копа Америка 2021 - 1-й етап    | -    | 57'      |
| 2-7-2021   | Бразиліа        | Уругвай        | 0 – 0 д.ч. (2 – 4 п.п.) | Колумбія          | Копа Америка 2021 - чвертьфінал | -    |          |
| 2-9-2021   | Ліма            | Перу           | 1 – 1                   | Уругвай           | Відбір до ЧС 2022               | -    |          |
| 5-9-2021   | Монтевідео      | Уругвай        | 4 – 2                   | Болівія           | Відбір до ЧС 2022               | -    |          |
| 9-9-2021   | Монтевідео      | Уругвай        | 1 – 0                   | Еквадор           | Відбір до ЧС 2022               | -    |          |
| 7-10-2021  | Монтевідео      | Уругвай        | 0 – 0                   | Колумбія          | Відбір до ЧС 2022               | -    |          |
| 10-10-2021 | Буенос-Айрес    | Аргентина      | 3 – 0                   | Уругвай           | Відбір до ЧС 2022               | -    |          |
| 14-10-2021 | Манаус          | Бразилія       | 4 – 1                   | Уругвай           | Відбір до ЧС 2022               | -    | 65'      |
| 12-11-2021 | Монтевідео      | Уругвай        | 0 – 1                   | Аргентина         | Відбір до ЧС 2022               | -    | 64'      |
| 16-11-2021 | Ла-Пас          | Болівія        | 3 – 0                   | Уругвай           | Відбір до ЧС 2022               | -    |          |
| 27-1-2022  | Асунсьйон       | Парагвай       | 0 – 1                   | Уругвай           | Відбір до ЧС 2022               | -    | 43'      |
| 2-6-2022   | Глендейл        | Мексика        | 0 – 3                   | Уругвай           | товариський матч                | 1    | 78'}     |
| 5-6-2022   | Канзас-Сіті     | США            | 0 – 0                   | Уругвай           | товариський матч                | -    | 35'      |
| 11-6-2022  | Монтевідео      | Уругвай        | 5 – 0                   | Панама            | товариський матч                | -    | 62'      |
| Усього     |                 | Матчів         | 60                      |                   | Голів                           | 4    |          |

## Титули і досягнення
- Чемпіон Уругваю (1):

«Насьйональ»: 2011–12
- Чемпіон Італії (1):

«Інтернаціонале»: 2020–21
- Володар Кубка Італії (1):

«Інтернаціонале»: 2021–22
- Володар Суперкубка Італії (1):

«Інтернаціонале»: 2021